# Trwam (album)
Trwam – dziesiąty album Stachursky’ego, wydany w czerwcu 2005 roku przez wydawnictwo muzyczne Universal Music Polska. Album zawierający 10 utworów wokalisty, uzyskał status platynowej płyty. 
W lipcu 2006 została wydana reedycja albumu, na którym album Trwam został uzupełniony przez liczne piosenki wykonywane na żywo oraz przebój „Z każdym Twym oddechem”, który przyniósł Stachursky'emu nagrodę Słowika Publiczności na Festiwalu w Sopocie.

## Lista utworów
Spis obejmuje piosenki znajdujące się zarówno na pierwotnym albumie, jak i na reedycji.
CD1:
1. „Z każdym Twym oddechem”
2. „Taki raj”
3. „Jesteś moim przeznaczeniem”
4. „Co dziś zrobić mam”
5. „Miłość i wybaczenie”
6. „Wszystko dla Ciebie”
7. „Żyłem jak chciałem”
8. „Skazany na życie”
9. „Cały Twój”
10. „Get Down”
11. „Just Express”
12. „Polska Gola 2006”

CD2:
1. „Finał” (live)
2. „Tylko ja” (live)
3. „Teraz już wiem” (live)
4. „Żyłem jak chciałem” (live)
5. „Co dziś zrobić mam” (remix)
6. „Jesteś moim przeznaczeniem” (remix)
7. „Taki raj” (remix)
8. „Get Down” (remix)
9. „Z każdym Twym oddechem” (remix)
10. „Z każdym Twym oddechem” (teledysk)